# 関ジャニQ展開!
『関ジャニQ展開!』（かんジャニキューてんかい）は、TBS系列で2018年から不定期に放送されていた特別番組。関ジャニ∞の冠番組である。初回放送のみ『これが世界を変えた!関ジャニQ展開!』のタイトルで放送された。

## 概要
本番組は、“ある理由”によって事態が激変し、『良い方向に急展開』した実際の出来事を、メンバーが主演で再現ドラマ化。その“急展開した理由”をクイズとして出題する番組である。
2018年10月10日（水曜日）0:11 - 1:10（JST）に番組初回が放送された。
2019年6月22日（土曜日）14:00 - 14:54（JST）に第2回が土曜☆ブレイク枠で放送された。
第3回以降の放送は2021年5月現在で無い。

## 出演者
- 関ジャニ∞（横山裕、村上信五、丸山隆平、安田章大、錦戸亮、大倉忠義）

## 放送リスト
| 回 | 放送日         | 再現ドラマ | ゲスト                                     | ドラマ出演 | 備考     |
| -- | -------------- | --- | ------------------------------------------ | --- | -------- |
| 1  | 2018年10月10日 | 横山：凶暴なブラジル人サポーター 丸山：お調子者の不良高校生 安田：徳川吉宗 錦戸：爽やかな謎の青年 大倉：髙田明    | 河北麻友子、小森谷徹、陣内智則             | 井川哲也、清瀬ひかり、川村海乃、上松大輔、タツキ・マイアミ、中西実家、佐土原正紀                                                                                           |          |
| 2  | 2019年6月22日  | 丸山：飲酒運転容疑の運転手の弁護士 安田：淀屋常安 錦戸：銀座通りでデートの待ち合わせをする彼氏 大倉：小林よしひさ | 高橋英樹、小峠英二（バイきんぐ）、若槻千夏 | 六平直政、マギー、濱津隆之、井川哲也、温、田畑龍之左、武田裕一、飯野泰功、大河原啓介、長島夕貴、鈴木浩史、明石ゆいな、斉藤ひかり、國友久志、彩木あや、二宮陽二郎、名取胡桃 | [ 注 2 ] |

## スタッフ
第2回（2019年6月22日放送分）
- ナレーター：松元真一郎
- 構成：堀江利幸、藤井靖大、亀津雄介、片岡章博
- リサーチ：A-FLAG、平澤美紀
- エキストラ協力：トループ、古賀プロダクション、テアトルアカデミー、セントラル、CASTY
- ロケ協力：群馬県/やぶ温泉 ホテルふせじま
- ロケ車両：FAN
- 脚本：森ハヤシ・狩野孝彦、あだち昌也
- ドラマ技術：ビデオフォーカス
- 助監督：八木一介
- ドラマ制作：紺野生、植松育巳
- ドラマ制作P：中川真吾、大城哲也
- ドラマ制作協力：ジニアス
- TM：山下直
- TD：小笠原朋樹
- VE：木野内洋
- CAM：中里子
- MIX：浜崎健
- LD：公文大輔
- 美術P：太田卓志
- 美術デザイン：木村真梨子
- 美術制作：羽田一成
- 装置：正代俊明
- 操作：田上雄一郎
- 電飾：渡辺竜明
- アクリル装飾：渡邊卓也
- 装飾：深山健太郎
- メイク：山崎陽子、小山恵、白石真弓、藤田三奈（藤田以外は第1回から）
- かつら：細野一郎
- 持道具：岩本美徳
- 衣裳：九（Yolken）、藤木伊佐子
- CG：前川貢、The King Maker
- 編集：青沼毅
- MA：橋本光平
- 音効：北澤亨
- TK：五味真琴
- 協力：ジャニーズ事務所
- MP：渡辺英樹
- 編成：加藤丈博
- 宣伝：川鍋昌彦、伊藤隆大
- AD：小林秀平
- デスク：椿美貴子
- 制作進行：増田楓
- AP：上岡恵莉華
- 制作協力：ジーヤマ
- ディレクター：大内優介、水口健司、林広太郎、高良咲子
- 演出：井手比左士
- プロデューサー：辻有一、高橋寛之
- 制作：TBSテレビ制作局制作二部
- 製作著作：TBS

### 過去のスタッフ
- エキストラ協力：プレミアムエンターテインメント、フリーウエイブ、山田プロ、メディアプロデューサー、加藤企画
- ロケ協力：佐久市教育委員会、旧堀田邸、アートワークスラパン、木更津ロケーションサービス、ニッパツ三ツ沢野球場
- ドラマ技術：ジースタッフ
- 助監督：島添亮、兵藤和広、黒沢秋
- TM：荒木健一
- TD：中野啓
- VE：鈴木昭平
- CAM：遠藤貴史
- 装置：坂本進
- 操作：中見翔輝
- メカシステム：庄子泰広
- メイク：三田彩聖
- 衣裳：斎藤三和
- リサーチ：高橋秀一、平澤美紀
- 編集：東勇輝
- MA：釜井敬典
- TK：伊藤佳加
- 編成：中島啓介
- AD：内海良直、山中詩朋里
- AP：近藤紗代、馬場ゆうみ
- ディレクター：前島隆昭、五島大徳、井谷光太郎
- プロデューサー：田口健介